# Andrei Churyla
Andrei Churyla (en biélorusse, Андрэй Віктаравіч Чурыла, né le 19 mai 1993 à Baranavitchy) est un athlète biélorusse, spécialiste du saut en hauteur. Il fait aussi désormais du triple saut.

## Biographie
Son record personnel, obtenu en tant que junior, est de 2,28 m. Avec 2,24 m, il remporte la médaille d'or lors des Championnats du monde juniors d'athlétisme 2012. Il est sélectionné pour représenter la Biélorussie aux Jeux olympiques d'été de 2012 à Londres. Le 18 juillet 2014, il porte son record à 2,30 m en remportant un concours à Minsk. Il égale ce record, cette fois-ci en salle, lors d'un meeting dans la même ville, le 7 février 2016, ce qui lui donne le minima pour les Jeux olympiques de Rio.

## Palmarès
| Date | Compétition                       | Lieu           | Résultat | Marque |
| ---- | --------------------------------- | -------------- | -------- | ------ |
| 2010 | Jeux olympiques de la jeunesse    | Singapour      | 4e       | 2,14 m |
| 2012 | Championnats du monde juniors     | Barcelone      | 1er      | 2,24 m |
| 2012 | Jeux olympiques                   | Londres        | qual.    | NM     |
| 2013 | Championnats d'Europe par équipes | Gateshead      | 9e       | 2,15 m |
| 2013 | Championnats d'Europe espoirs     | Tampere        | 9e       | 2,14 m |
| 2014 | Championnats d'Europe par équipes | Tallinn        | 2e       | 2,23 m |
| 2014 | Championnats d'Europe             | Zürich         | 10e      | 2,21 m |
| 2016 | Jeux olympiques                   | Rio de Janeiro | qual.    | 2,22 m |

## Records
| Épreuve         | Épreuve      | Performance | Lieu    | Date            |
| --------------- | ------------ | ----------- | ------- | --------------- |
| Saut en hauteur | En plein air | 2,30 m      | Minsk   | 18 juillet 2014 |
| Saut en hauteur | En salle     | 2,30 m      | Minsk   | 7 février 2016  |
| Triple saut     | En plein air | 16,35 m     | Ostrava | 28 juin 2017    |
| Triple saut     | En salle     | 16,10 m     | Mogilev | 18 février 2017 |